# Stade Paul-Julius-Bénard
 (mars 2025).
Si vous disposez d'ouvrages ou d'articles de référence ou si vous connaissez des sites web de qualité traitant du thème abordé ici, merci de compléter l'article en donnant les références utiles à sa vérifiabilité et en les liant à la section « Notes et références ».
Le stade olympique Paul-Julius-Bénard, ou simplement stade  Paul Julius-Bénard, est un stade de l'île de La Réunion, département d'outre-mer français dans le sud-ouest de l'océan Indien.
Stade principal de la commune de Saint-Paul, sur la Côte-sous-le-vent, il dispose d'une capacité de 8500 places lors des matchs de la Saint-Pauloise FC et 12000 lors de concerts. Le stade a subi d'importants travaux de rénovation qui a duré un an et demi.

## Histoire
L'histoire du stade débute en 1979 lorsque La Réunion accueille la première édition des jeux des îles de l'océan Indien. Construit par l'architecte Christian Tolède, ce stade permettra de recevoir les manifestations sportives ainsi que les rencontres de football dans la commune de Saint-Paul.